# لودفيغ لانج (أستاذ جامعي)
لودفيغ لانج (بالألمانية: Ludwig Lange)‏ هو مهندس معماري ورسام ألماني، ولد في 22 مارس 1808 في دارمشتات في ألمانيا، وتوفي في 31 مارس 1868 في ميونخ في ألمانيا.